# Rodney Graham
Rodney Graham (16. ledna 1949, Abbotsford – 22. října 2022, Vancouver) byl kanadský sochař, malíř, fotograf a filmař. Známé jsou například jeho fotografie stromů vzhůru nohama. V devadesátých letech začal pracovat na filmech, v nichž zároveň sám hraje. Postupně natočil filmy Halcion Sleep (1994), Vexation Island (1997), How I Became a Ramblin' Man (1999) a The Phonokinetoscope (2002). S filmem Vexation Island zastupoval Kanadu na Benátském bienále. V roce 2009 vystavoval sérii filmových instalací ve spolupráci s Harunem Farockim v pařížské galerii Jeu de Paume.

## Fotografie
Jeho umělecká díla vycházejí z vancouverské fotografické konceptuální tradice 70. let a jsou často doplněna historickými literárními, hudebními, filozofickými a populárními odkazy. Nejčastěji je spojován s dalšími kanadskými umělci na západním pobřeží, jako jsou například Vikky Alexanderová, Jeff Wall, Stan Douglas, Roy Arden nebo Ken Lum. V letech 1979 až 1980 jej na Simon Fraser University v Burnaby v Britské Kolumbii učil jeho kolega z Vancouverské školy Ian Wallace. Jeho rozsáhlá a často žurnalistická práce se často zabývala technologiemi minulosti: literárními, psychologickými a hudebními texty, optickými zařízeními a filmem jako historickým médiem.
Mezi jeho nejranější díla patří Camera Obscura (1979; zničeno 1981), site-specific dílo zaměřené na konkrétní místo, které sestávalo z optického zařízení v kůlně na rodinné farmě poblíž Abbotsfordu v Britské Kolumbii. Při vstupu do kůlny byl pozorovatel konfrontován s převráceným obrazem osamělého stromu. Také pro cyklus Rome Ruins (1978) a ještě i v průběhu 80. a 90. let Graham používal při práci techniku kamery obscury.
Grahamova nejznámější série fotografií zobrazuje waleské duby vzhůru nohama. Pro tento projekt zaměstnal fotografa, který pomocí velkoformátové kamery pořídil černobílé negativy majestátních osamocených stromů na anglickém venkově. Graham potom obrázky zavěsil vzhůru nohama, jako obrázky z kamery obscury. V roce 1998 Graham vytvořil své definitivní dílo na toto téma, řadu sedmi monumentálních obrazů waleských dubů vytištěných na barevném papíru, aby podpořil teplé hluboké odstíny sépie a antracitu.
Poštovní známka zobrazující Grahamovu fotografii, Basement Camera Shop circa 1937, byla vydána 22. března 2013 společností Canada Post jako součást kanadské fotografické série. Obraz vznikl obnovením snímku objeveného umělcem v obchodě se starožitnostmi. Graham se umístil na fotografii jako majitel stojící u pultu, jak čeká na zákazníka.